# RBZ
『RBZ』（アール・ビー・ゼット）は、RADiO BERRYで平日の昼間に放送していたラジオ番組である。
金曜日のみ、RBZ FRIDAY（アール・ビー・ゼット フライデー）として2016年4月から2024年3月29日まで放送していた。

## RBZ

### 概要
2014年4月、昼から夕方の番組を再編して「レディオベリー、ラジオの限界を超える」という意味からRBZと命名されスタート。今までの『B★BOX』のスタイルを引き継ぎながら県内の情報を生放送でリスナーに届けた。木曜にはパーソナリティーにバカボン鬼塚を起用するなど、radikoプレミアムによる域外聴取も視野に入れた編成を行った。
2016年3月をもって終了。月 - 木は『B・E・A・T』へ引き継いだ。

### パーソナリティ
- 月曜 だいじ・松浦千佳
- 火曜 井上マー・須賀由美子
- 水曜 DJ Kei・中野知美
- 木曜 バカボン鬼塚・岡田亜紀

### リポーター

#### 2014.4 - 2015.3
- 月曜 渡辺敏彦（ひこやん）
- 火曜 戸室和亮（トム）
- 水曜 黒後聡佑（くろすけ）
- 木曜 アトム

#### 2015.4 - 2016.3
- 月曜 渡辺敏彦（ひこやん）
- 火曜 水間有紀
- 水曜 榎本くるみ
- 木曜 アトム

## RBZ friday
RBZ friday（アール・ビー・ゼット・フライデー）は、RADiO BERRYで金曜日に放送しているラジオ番組である。

### 概要
2014年4月、平日に放送される「RBZ」に合わせる形で『B★BOX FRIDAY HYPER!』のスタイルを引き継いでスタート。ただし、1時間縮小されている。
朝のワイド番組などとは異なり、年末年始であっても休まず放送されている。
番組開始から10年目を迎えた2024年3月15日、番組冒頭において同年29日を以て終了する旨を発表した。当該番組の平日月 - 木曜まで放送していた「RBZ」（2014年〜2016年）も含めて幕を下ろす事となった。

### 出演者
パーソナリティ
- 佐藤望（B★BOXから続投）
- 棚橋麻衣

現在のレポーター
- ベリーズ

過去のレポーター
- カンカン（B★BOXから続投）